# الجثياثة (السعودية)
الجثياثة هي قرية تقع في شرق منطقة حائل في المملكة العربية السعودية. وتبعد 130 كم شمال شرقي مدينة حائل، 35 كم شرق مدينة بقعاء.

## الخلفية التاريخية

### سبب التسمية
يرجح أن تعود تسميه قرية الجثياثة إلى نبته الجَثْجاثُ التي تنبت حول القيعان.
قال أبو حنيفة: أخبرني أعرابي من ربيعة أن الجثجاثة ضخمة يستدفئ بها الإنسان إذا عظمت منابتها القيعان ولها زهرة صفراء تأكلها الإبل إذا لم تجد غيرها، طَيِّبُ الريح، تَسْتَطِيبُه العربُ وتكثر ذكره في أَشعارها.
قال كثير عزة:
ذكر الحموي في ««معجم البلدان»»:
وذكر أيضاً في ذكر موضع ««الأسيلة»»:
أما السمهودي فقد ذكر في ««وفاء الوفاء»»:
ومن المعروف أن شرق قرية الجثياثة يوجد قاعاً يسمى باسم القرية ««قاع الجثياثة»».